# Gabaraye Merengue III
Gabaraye Merengue III (ou Gabaraye Meringue III, Gabareye Merigne III, Gabarey Merengue III) est une localité du Cameroun située dans la commune de Guémé, le département du Mayo-Danay et la Région de l'Extrême-Nord, à proximité de la frontière avec le Tchad.

## Population
En 1967 la localité comptait 411 habitants, principalement des Mousgoum.
Lors du recensement de 2005, on y a dénombré 454 personnes.